# Léo Pétrot
Léo Pétrot (* 15. dubna 1997) je francouzský profesionální fotbalista, který hraje na pozici levého obránce za klub AS Saint-Étienne.

## Kariéra
Pétrot, mládežnický produkt klubů US Monistrol, Olympique Saint-Étienne a AS Saint-Étienne, začal svou seniorskou kariéru v rezervě Saint-Étienne. Poté se přesunul do seniorského týmu Andrézieux. Dne 16. července 2021 podepsal smlouvu s FC Lorient. Svůj profesionální debut si odbyl 29. srpna 2021 při remíze 2:2 v Ligue 1 s týmem RC Lens.
Dne 30. srpna 2022 se Pétrot vrátil do Saint-Étienne a podepsal tříletou smlouvu.